# Provincia de Nakhon Pathom
Nakhon Pathom (en tailandés: จังหวัดนครปฐม) es una de las provincias centrales de Tailandia, fronteriza con las de Suphan Buri, Ayutthaya, Nonthaburi, Bangkok, Samut Sakhon, Ratchaburi y Kanchanaburi.
Se localiza en la llanura aluvial central del país, drenada por el río Tha Chin, afluente del Cha Phraya. El área urbana de Bangkok ha crecido hasta encontrarse con los límites provinciales de Nakhon Pathom.
La ciudad de Nakhon Pathom fue originalmente una localidad costera, pero los sedimentos depositados por el río Chao Phraya a lo largo del tiempo alejaron la línea de costa. Cuando el río Tha Chin cambió su curso, la población hubo de cambiar su emplazamiento a la nueva ciudad de Nakhon Chaisi. El rey Mongkut volvió a llevar la población a su emplazamiento original en 1870, después de que finalizaran los trabajos de recuperación.
Los mayores movimientos migratorios se produjeron en y después del reinado de Loetla Nabhalai. Desde el siglo XX, la provincia es foco de inmigración desde distintas partes de Tailandia por su proximidad a la capital del país.

## Toponimia
El nombre de Nakhon Pathom deriva del dialecto pali Nagara Pathama (Primera ciudad), referido a una antigua ciudad tailandesa. Fue también un importante lugar durante el siglo VI hasta el siglo XI, en el reino de Dvaravati. Algunos historiadores, no obstante, consideran aún más antiguo el poblamiento, situándolo en el siglo III, cuando monjes budistas procedentes de la India visitaron la zona.

## Historia

### Prehistoria
Se han encontrado pruebas arqueológicas que podrían haber existido en la prehistoria, como un hacha de piedra pulida, una pieza de ganancia de piedra, restos de vasijas de bronce que parecen cuencos y fragmentos de huesos humanos en el yacimiento arqueológico Nai Jiw Boon Raksa, en el subdistrito de Ban Yang, distrito de Mueang Nakhon Pathom.
En el yacimiento arqueológico número 1 de la Universidad de Kasetsart se encontraron antiguos cráneos humanos, cuentas de piedra y varias ganancias de bronce. Esto demuestra que el sitio fue el lugar de un enterramiento humano prehistórico a finales de la Edad de Hierro, hace unos 2.000 años.

### Periodo Dvaravati
La antigua ciudad de Nakhon Pathom comenzó a tener un asentamiento por lo menos entre los siglos VIII y XI, con gran prosperidad durante los siglos XIII y XIV y se deterioró en el siglo XVII.

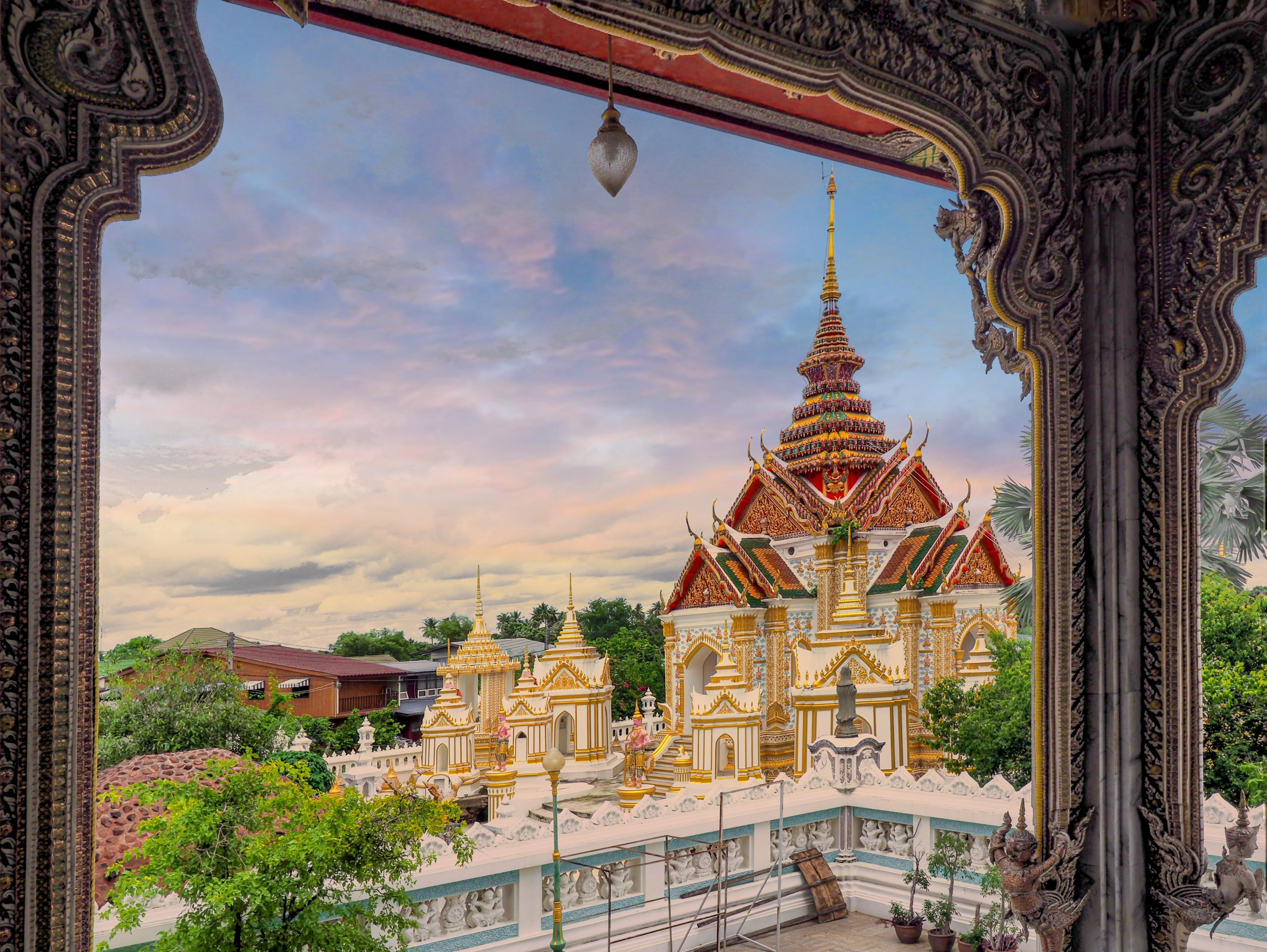
Uno de los templos budistas de la provincia

La ubicación de la antigua ciudad de Nakhon Pathom en torno a los siglos XI-XVI está situada en la costa. Es una ciudad situada en la orilla oeste del río Chao Phraya. Según las pruebas arqueológicas, se encontró un gran ancla de barco en el templo de Dharamshala. Además, en la ciudad de Nakhon Pathom hay nombres de pueblos que representan zonas que estaban en el mar, como Laem Bua, Laem Krachao, Cabo Mai, Laem Cha-ui o Ban Ao. La importante ciudad antigua de Nakhon Pathom durante el periodo Dvaravati era la ciudad de Nakhon Chaisi o llamada Nakhon Chai Lin o la ciudad de Phra Prathon. La ciudad se encuentra a unos 2 kilómetros al este de Phra Pathom Chedi y está centrada en Phra Prathon Chedi. Hay otra ciudad antigua, la ciudad de Kamphaeng Saen. Se encuentra a 20 kilómetros al noroeste de Nakhon Pathom, donde se han descubierto pruebas antiguas de ambas ciudades.

### Periodo de Sukhothai
En el periodo Sukhothai, el nombre de Nakhon Pathom sigue siendo desconocido. La antigua ciudad de Nakhon Pathom en el periodo Sukhothai estaba bajo el dominio de Sukhothai. La antigua ciudad de Nakhon Pathom se llamaba "Nakhon Phra Krit".

### Periodo de Ayutthaya
Durante el reinado de Maha Chakkraphat fue durante el ejército birmano para atacar Ayutthaya varias veces. Maha Chakkraphat combinar las 3 ciudades en una nueva ciudad y el nombre de la antigua ciudad que "Nakhon Chaisri City". Es una ciudad creada para preparar la movilización de las tropas para la batalla y controlar que no huyan. También es una ciudad con un distrito comercial y que recibe productos del exterior para venderlos. La nueva Nakhon Chaisri es una pequeña ciudad a unos 10 kilómetros al este de la antigua ciudad de Nakhon Chaisri.

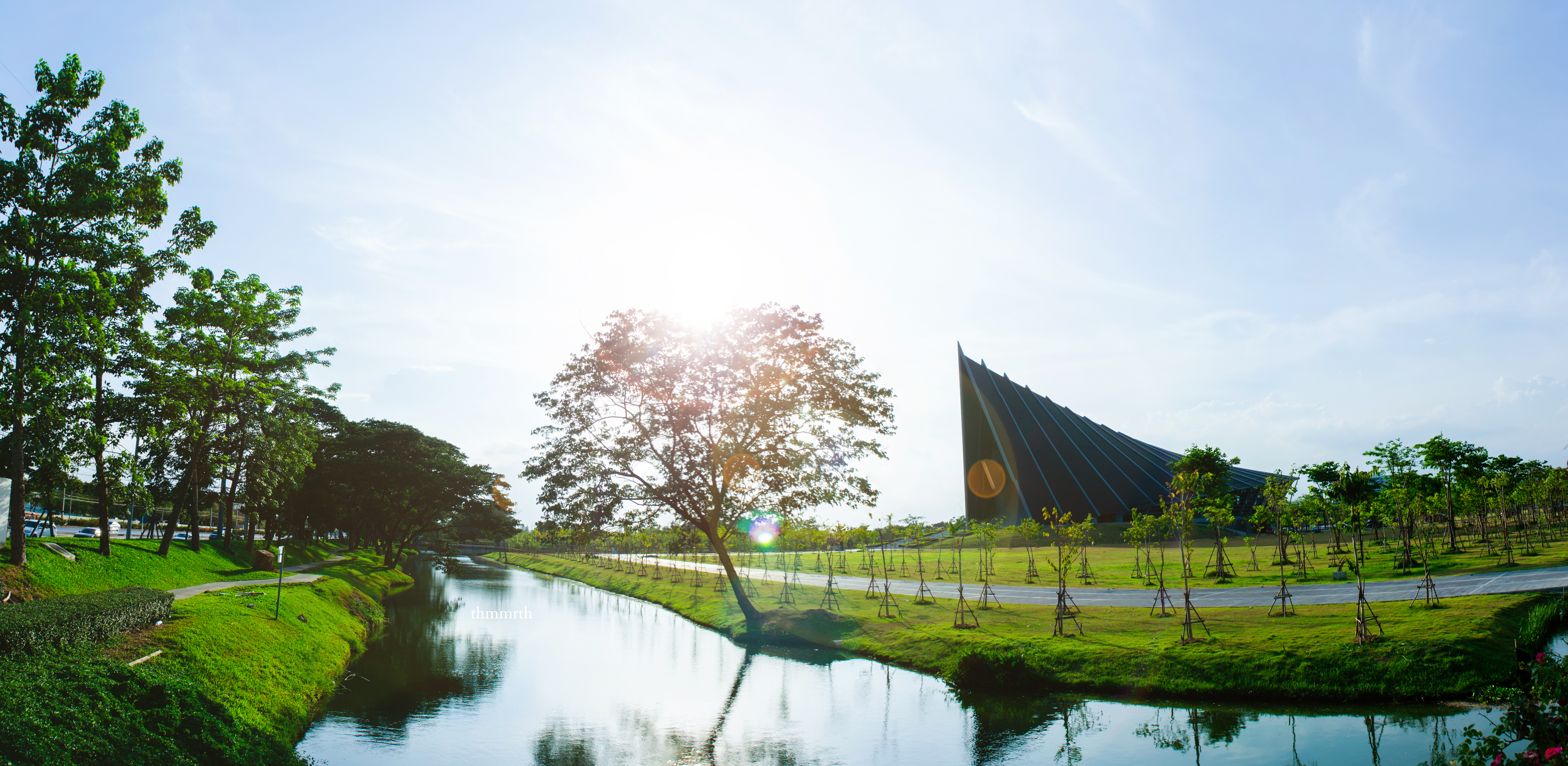
Universidad Mahidol

### Periodo de Rattanakosin
Durante el reinado de Rama V, se modificó el gobierno provincial, combinando los distritos en un grupo llamado "Monthon" dependiente del Ministerio del Interior. En 1895 se creó el Monthon Nakhon Chaisri, formado por la ciudad de Nakhon Chaisi, Suphanburi y Samut Sakhon, y se inició la construcción de la línea de ferrocarril del sur a través de Nakhon Pathom, que en aquella época todavía era un bosque cubierto de maleza.
Durante el reinado de Rama VI, se creó el palacio de Sanam Chandra, se construyeron más carreteras, incluido el puente que cruza Khlong Chedi Bucha, y se cambió el nombre de la ciudad "Nakhon Chaisi" a "Nakhon Pathom" en 1916.

## Geografía
Nakhon Pathom es una pequeña provincia situada a 56 km de Bangkok. Se encuentra en la llanura aluvial del centro de Tailandia y está drenada por el río Tha Chin (a veces llamado Nakhon Chai Si), un afluente del río Chao Phraya. Hay muchos canales que se han excavado para la agricultura. La superficie forestal total es de sólo 1,6 km² (0,62 millas cuadradas), es decir, el 0,8 por mil de la superficie provincial. La capital, Bangkok, ha crecido hasta bordear Nakhon Pathom.

### Clima
La provincia de Nakhon Pathom tiene un clima tropical de sabana (categoría Aw de la clasificación climática de Köppen). Los inviernos son secos y cálidos. Las temperaturas suben hasta mayo. La estación de los monzones va de mayo a octubre, con fuertes lluvias y temperaturas algo más frescas durante el día, aunque las noches siguen siendo cálidas. Datos climatológicos de los años 2012-2013: Su temperatura máxima es de 40,1 °C en abril de 2013 y la temperatura mínima es de 12,0 °C en diciembre de 2013. La temperatura media más alta es de 37,4 °C (99,3 °F) en abril de 2013 y la temperatura media mínima es de 16,5 °C (61,7 °F) en diciembre de 2013. La humedad relativa media es del 75% y la mínima del 22%. La precipitación anual es de 1.095 milímetros. El número de días de lluvia fue de 134 días para el año 2013.

## Símbolos
|  | El escudo de la provincia muestra la pagoda estupa de Phra Pathom Chedi, que con sus 127 metros de altitud, es la más grande del mundo, y que se localiza en el centro de la localidad de Nakhon Pathom. Ha sido un importante centro budista desde el siglo VI. La actual edificación se corresponde al siglo XIX, durante el reinado de Mongkut. El árbol símbolo de la provincia es el Diospyros decandra. El lema de la provincia es dulces pomelos, delicioso arroz, bellas jóvenes. |

## División administrativa
La provincia se subdivide en siete distritos (amphoe). Y estos a su vez en 105 comunas (tambon) y 919 poblados (muban). Además hay una municipalidad (thesaban) y 14 localidades pequeñas (Thesaban tambon).
| 1. Mueang Nakhon Pathom 2. Kamphaeng Saen 3. Nakhon Chai Si 4. Don Tum | 1. Bang Len 2. Sam Phran 3. Phutthamonthon |

## Lugares de interés
El Wat Phra Pathom Chedi Ratchaworaviharn es uno de los más importantes templos reales. Junto a él, el Phra Pathom Chedi, con la pagoda más alta de Tailandia. El Museo Nacional muestra una gran cantidad de piezas del periodo Dvaravati

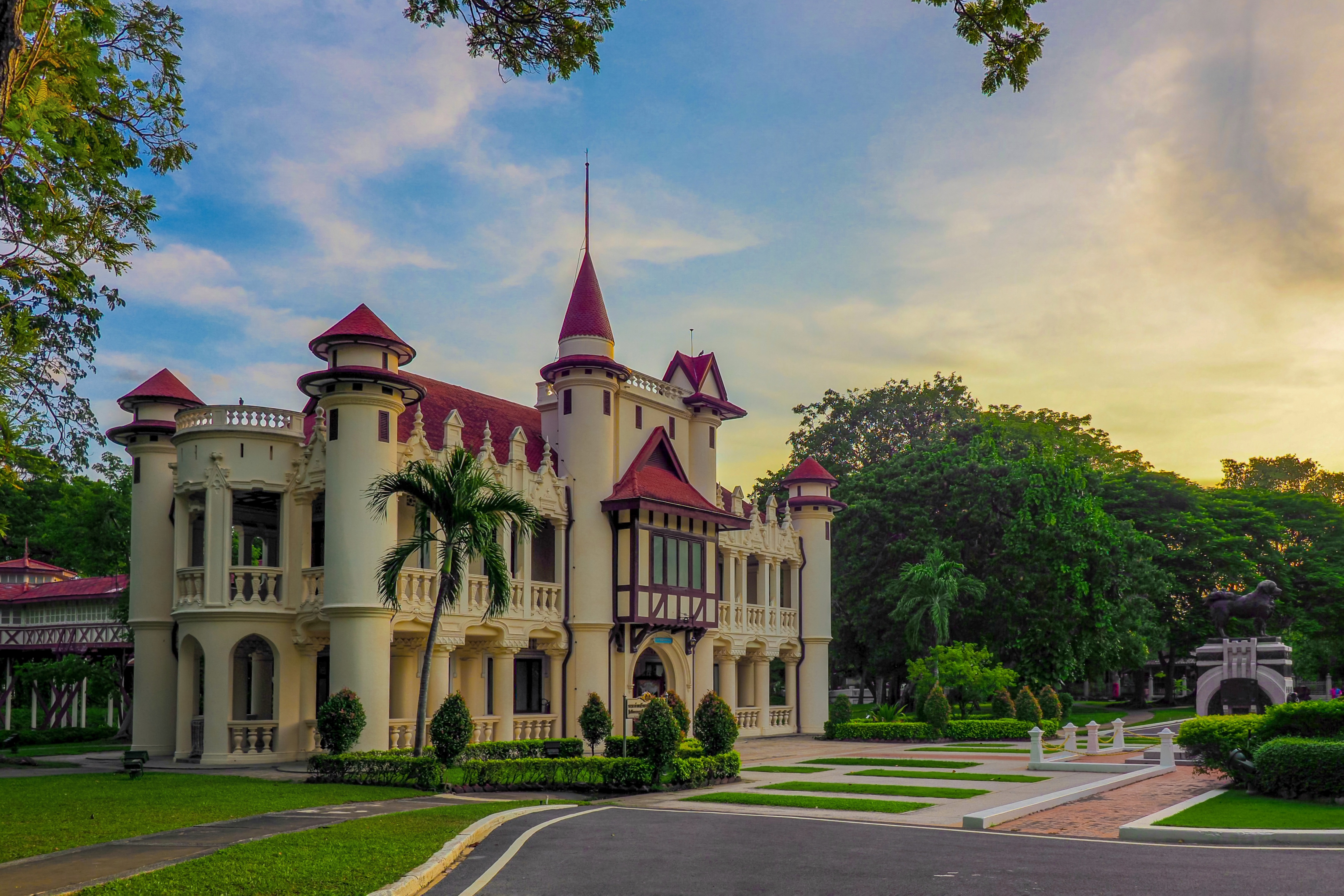
Palacio Sanam Chan

El palacio Sanam Chan fue construido a principios del siglo XX por el príncipe Vajiravudh. En la actualidad es uno de los campus de la Universidad de Silpakorn y sede del Museo del rey Rama VI.
De los jardines y parques destaca Phutthamonthon, localizado al este de la provincia y Suan Sam Pran